# Miltogramma oxi
Miltogramma oxi är en tvåvingeart som först beskrevs av Boris Borisovitsch Rohdendorf 1930.  Miltogramma oxi ingår i släktet Miltogramma och familjen köttflugor.
Artens utbredningsområde är Uzbekistan. Inga underarter finns listade i Catalogue of Life.